# Bergedorf-West

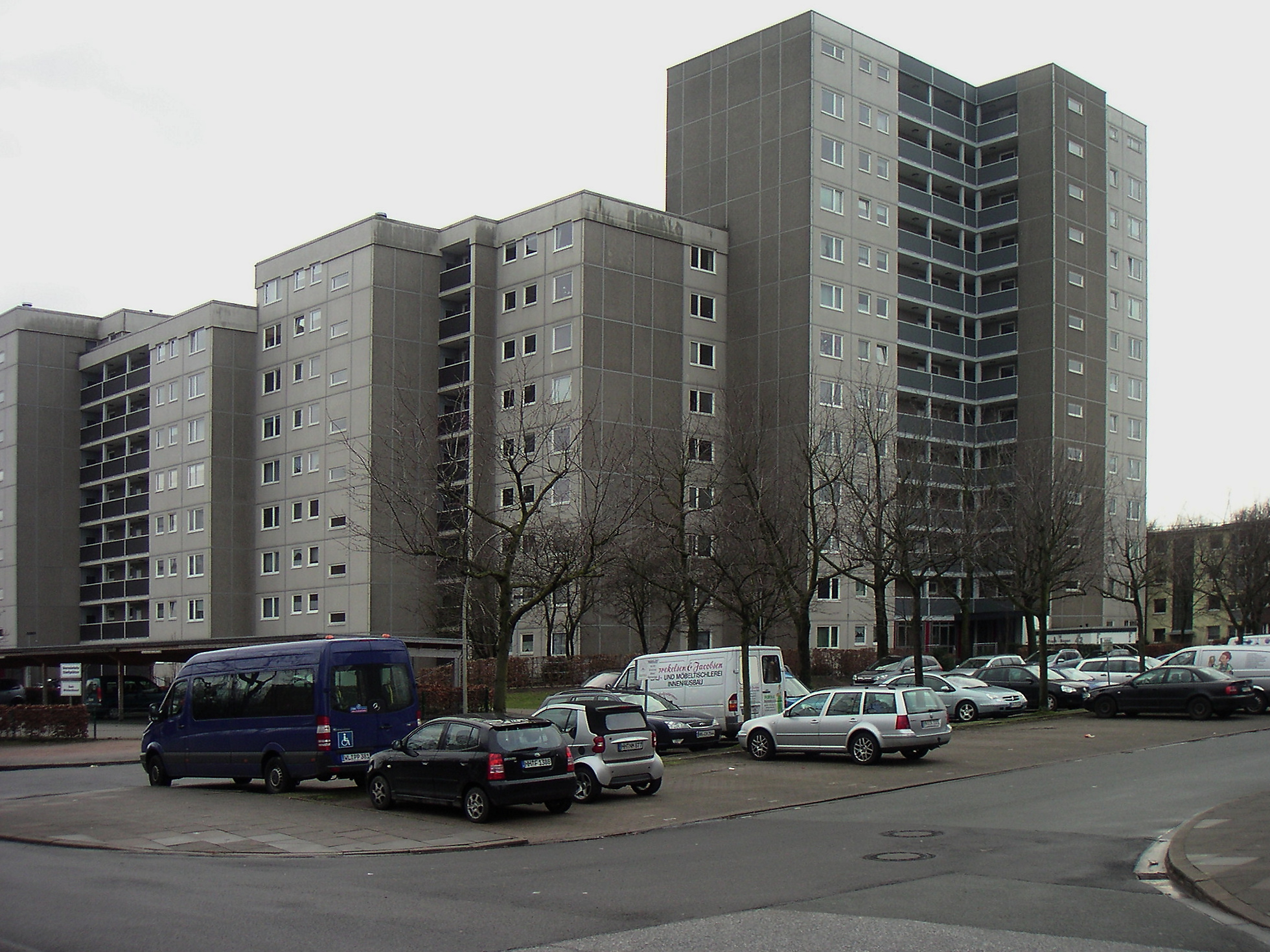
Hochhäuser am Friedrich-Frank-Bogen

Bergedorf-West ist eine Großwohnsiedlung im Südosten Hamburgs, die im Wesentlichen zwischen 1967 und 1969 erbaut wurde. Die Siedlung umfasst den Westrand des Stadtteils Bergedorf und den Süden von Lohbrügge. In Bergedorf-West leben etwa 7200 Einwohner in knapp 2200 Wohnungen.

## Lage und Bebauung
Das Siedlungsgebiet Bergedorf-West im engeren Sinne wird im Osten vom Ladenbeker Furtweg begrenzt, im Süden von der Eisenbahn-Trasse (Linien S2 und RE1) und im Westen von einer Kleingartenanlage, jenseits derer landwirtschaftlich genutzte Flächen beginnen, auf denen das Wohnquartier Oberbillwerder entstehen soll. Dieses Siedlungsgebiet hat eine dreieckige Form. Im weiteren Sinne und per Definition des RISE-Fördergebietes erstreckt sich Bergedorf-West im Norden bis zur Bergedorfer Straße (B5) und umfasst so das Gebiet der drei Berufsschulen am Billwerder Billdeich, die Stadtteilschule Bergedorf, das TSG Sportforum und den Sportplatz Sander Tannen.
Die Großwohnsiedlung westlich des Ladenbeker Furtwegs besteht aus zwei- bis viergeschossigen, kastenförmigen Bauten, die rechtwinklig und blockartig strukturiert sind. Dazwischen befinden sich Hochhausgruppen mit bis zu 16 Geschossen. Alle diese Wohnbauten weisen ein Flachdach auf. Bis auf acht Reihenhäuser am Ladenbeker Furtweg 226–240 sind alle Wohnungen im Gebiet der Großwohnsiedlung in Mehrparteienhäuser, die größtenteils im Besitz von genossenschaftlichen oder kommunalen Wohnungsbaugesellschaften sind (Stand 2019):
- SAGA: 913 Wohneinheiten
- Baugenossenschaft Bergedorf-Bille: 898 Wohneinheiten
- Schiffszimmerer-Genossenschaft: 208 Wohneinheiten
- Hansa-Baugenossenschaft: 104 Wohneinheiten
- Baugenossenschaft Hamburger Wohnen eG: 36 Wohneinheiten

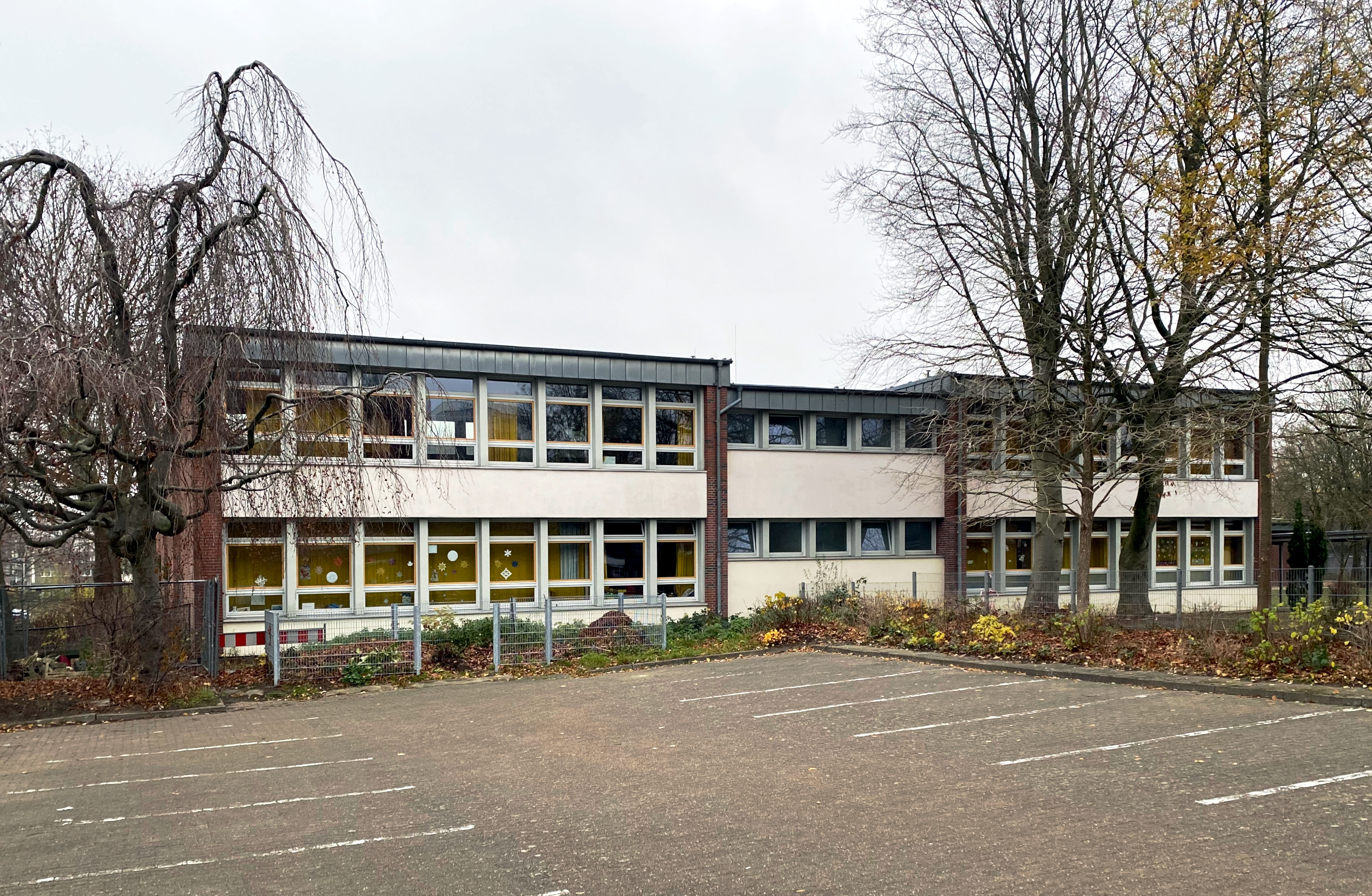
Schule Friedrich-Frank-Bogen, eins von fünf zweistöckigen Serienbauten vom Typ-65

In der Mitte der Siedlung befindet sich die Schule Friedrich-Frank-Bogen, die 1969 eingeweiht wurde.

## Geschichte
1960 wurde das Gebiet des heutigen Bergedorf-West noch landwirtschaftlich genutzt, die Äcker und Wiesen befanden sich in Besitz einiger Bauern aus Billwerder. 1962 entwickelte der Architekt Hans Ohlsen einen städtebaulichen Entwurf für das Gebiet. Ende 1963 stimmte die Bergedorfer Bezirksversammlung dem Bauvorhaben Bergedorf-West einstimmig zu. Am Bauvorhaben waren mehrere genossenschaftliche bzw. gemeinnützige Wohnungsbauunternehmen beteiligt, u. a.:
- Freie Stadt GmbH und Neue Heimat Nord, beide später in der SAGA aufgegangen.
- Baugenossenschaft Bergedorf-Bille, nach deren damaligen Geschäftsführer der Werner-Neben-Platz benannt ist
- Deutsche Schiffszimmerergenossenschaft

Die Erschließung des Gebietes begann 1967, die meisten Wohnungen wurden 1969 zum ersten Mal bezogen. 1970 ging die S-Bahn-Station Nettelnburg in Betrieb, womit Bergedorf (ein Halt) und Hauptbahnhof (sieben Halte) angebunden sind.
Seit 2019 ist das Gebiet ein Quartier des Rahmenprogramms Integrierte Stadtteilentwicklung (RISE). Darin soll durch städtebauliche Maßnahmen die Lebensqualität verbessert und der soziale Zusammenhalt gestärkt werden.